# Bethlehem (North Carolina)
Bethlehem is een plaats (census-designated place) in de Amerikaanse staat North Carolina, en valt bestuurlijk gezien onder Alexander County.

## Demografie
Bij de volkstelling in 2000 werd het aantal inwoners vastgesteld op 3713.

## Geografie
Volgens het United States Census Bureau beslaat de plaats een oppervlakte van
23,1 km², waarvan 19,7 km² land en 3,4 km² water.

## Plaatsen in de nabije omgeving
De onderstaande figuur toont nabijgelegen plaatsen in een straal van 16 km rond Bethlehem.